# Канонерські човни типу «Ельпідіфор»
Канонерські човни типу «Ельпідіфор» (іноді «Ельпіфідор») — канонерські човни російського, українського та радянського флотів. Протягом 1917—1918 років входили до складу ВМС УНР та ВМС Української держави.

## Будівництво та історія служби
За конструкцією канонерські човни були аналогічні пароплаву «Ельпідіфор», який в часи Першої світової війни використовувався як тральщик на Чорному морі. 20 пароплавів було замовлено в 1916 році Миколаєвському заводу «Руссуд» для використання як тральщиків, мінових загородників і десантних транспортів. Мали літерні позначки. Але загалом було збудовано лише три пароплави, № 410, № 411 і № 412, які були введені до складу флоту на початку 1918 року. Окрім цього на флоті в допоміжних цілях використовувалось багато схожих за будовою кораблів, які теж називали «Ельпідіфорами».
12 жовтня 1917 року на відзначення українізації трьох кораблів Балтійського флоту — крейсера «Светлана», ескадрених міноносців «Україна» і «Гайдамак» — на всіх кораблях та установах Чорноморського Флоту, в тому числі й канонерських човнах, на один день було піднято національні українські прапори та стеньгові сигнали «Хай живе вільна Україна». 15 листопада 1917 року всі кораблі Чорноморського флоту цілу добу тримали українські прапори, а також сигнал «Слава Українській Народній Республіці».
14 січня 1918 року Центральна Рада прийняла «Тимчасовий Закон про український державний флот», відповідно до якого «Російський Чорноморський флот <…> проголошується флотом Української Народної Республіки» та «Українська Народна Республіка переймає на себе всі зобов'язання російського уряду щодо Чорноморського флоту й щодо утримання флоту й портів». Однак «Ельпідіфори» були на той час захоплені більшовиками.
29 квітня 1918 року канонерські човни цього типу, як і всі кораблі флоту, підняли український прапор. Захоплені німецькими військами в Севастополі 3 травня 1918 року човни використовувалися німцями як Flachdampfer (сторожовий корабель), іноді мали на собі гідролітаки. В листопаді були повернені до складу Українського Державного Флоту. Інші 12 канонерських човнів цього типу знаходилися на стапелях заводу «Руссуд» на різних рівнях готовності, однак українському морському міністерству добудувати кораблі так і не вдалося.
У листопаді 1918 року всі кораблі Чорноморського флоту було захоплено Антантою. Всі три дієздатні кораблі (№ 410—412) цього типу потім увійшли до складу врангелевського флоту і в 1920 році були виведені в Бізерту. Кораблі, що будувалися в Миколаєві, були захоплені французами на початку лютого 1919 року, а потім більшовиками в квітні 1919 року. Деяка частина (№ 413—417) кораблів увійшла до складу радянського військового флоту, інша (№ 418—423) була добудована як торговельні кораблі. Радянський «Ельпідіфор» № 415 загинув в січні 1921 року в ході бою з кораблями врангелевського флоту. Недобудовані № 423—429 згодом були розібрані на стапелях. Деякі з кораблів цього типу брали участь у Другій світовій війні. «Ельпідіфори» № 416 та № 417 загинули під час бойових дій в 1941 та 1943 роках.

## Кораблі серії
- «Ельпідіфор № 410»
- «Ельпідіфор № 411»
- «Ельпідіфор № 412»
- «Ельпідіфор № 413»
- «Ельпідіфор № 414»
- «Ельпідіфор № 415»
- «Ельпідіфор № 416»
- «Ельпідіфор № 417»
- «Ельпідіфор № 418»
- «Ельпідіфор № 419»
- «Ельпідіфор № 420»
- «Ельпідіфор № 421»
- «Ельпідіфор № 422»
- «Ельпідіфор № 423»
- «Ельпідіфор № 424»
- «Ельпідіфор № 425»
- «Ельпідіфор № 426»
- «Ельпідіфор № 427»
- «Ельпідіфор № 428»
- «Ельпідіфор № 429»